# Агуера
Агуера або Лагуїра (араб. الكويرة, фр. Lagora, ісп. La Agüera) — найпівденніше місто Західної Сахари. Назва походить від слова gwēra (зменшув. від gūr), що в перекладі з хасанського діалекту арабської мови означає невисокі гори.
Місто розташоване на узбережжі Атлантичного океану в південній частині півострова Рас-Нуадібу на південний захід від Нуадібу.
Населений пункт було створено іспанською владою 1920 року після договору 1912 року про розмежування півострова з Францією. З 1924 року Агуера стала адміністративно відноситися до іспанського володіння Ріо-де-Оро. Після епохи колоніалізму Західна Сахара стала місцем територіального конфлікту. 20 грудня 1975 року мавританські війська окупували іспанську частина Рас-Нуадібу, проте 1979 року вивели війська з спірних територій. Проте, на місто претендують Марокко і організація Полісаріо.
Агуеро розташована на південь від Марокканської стіни, однак, у місті немає ні марокканських військ, ні формувань Полісаріо, хоча військові кораблі Марокко патрулюють води поблизу півострова, а мавританські військові знаходяться в приналежній Мавританії східній частині Рас-Нуадібу. Агуеро в даний час являє собою рибальський населений пункт з 3726 жителями (за даними на 2004 рік).
| Західна Сахара | Це незавершена стаття з географії Західної Сахари. Ви можете допомогти проєкту, виправивши або дописавши її. |